# 壺川駅
壺川駅（つぼがわえき）は、沖縄県那覇市壺川三丁目にある、沖縄都市モノレール線（ゆいレール）の駅である。駅番号は5。

## 歴史
- 2003年（平成15年）8月10日：那覇空港駅 - 首里駅間開業と同時に開業[1][2]。
- 2014年（平成26年）10月20日：ICカード「OKICA」の利用が可能となる[3][4]。
- 2020年（令和2年）3月10日：ICカード「Suica」の利用が可能となる[5][6][7]。

## 駅構造
相対式ホーム2面2線を有する高架駅である。エスカレータ・エレベーターの設備がある。

### のりば
| 番線 | 路線                  | 方向 | 行先           |
| ---- | --------------------- | ---- | -------------- |
| 1    | ■沖縄都市モノレール線 | 下り | てだこ浦西方面 |
| 2    | ■沖縄都市モノレール線 | 上り | 那覇空港方面   |

### 駅設備
- コインロッカー - 改札内に設置。
- 公衆電話 - 改札外に設置。
- 自動販売機（飲料）
- トイレ - 改札内に設置。
- 駐輪場

## 利用状況
2022年度の1日平均乗車人員は1,802人である。
開業後の1日平均乗降人員および乗車人員の推移は下記の通り。
| 年度               | 1日平均 乗降人員 | 1日平均 乗車人員 | 出典     |
| ------------------ | ---------------- | ---------------- | -------- |
| 2003年（平成15年） | 2,237            | 1,131            | [ * 1 ]  |
| 2004年（平成16年） | 2,286            | 1,157            | [ * 2 ]  |
| 2005年（平成17年） | 2,704            | 1,346            | [ * 3 ]  |
| 2006年（平成18年） | 2,644            | 1,304            | [ * 4 ]  |
| 2007年（平成19年） | 2,619            | 1,283            | [ * 5 ]  |
| 2008年（平成20年） | 2,733            | 1,321            | [ * 6 ]  |
| 2009年（平成21年） | 2,586            | 1,281            | [ * 7 ]  |
| 2010年（平成22年） | 3,006            | 1,470            | [ * 8 ]  |
| 2011年（平成23年） | 3,185            | 1,555            | [ * 9 ]  |
| 2012年（平成24年） | 3,628            | 1,763            | [ * 10 ] |
| 2013年（平成25年） | 3,688            | 1,790            | [ * 11 ] |
| 2014年（平成26年） | 3,719            | 1,816            | [ * 12 ] |
| 2015年（平成27年） | 3,967            | 1,959            | [ * 13 ] |
| 2016年（平成28年） | 4,290            | 2,120            | [ * 14 ] |
| 2017年（平成29年） | 4,338            | 2,154            | [ * 15 ] |
| 2018年（平成30年） |                  | 2,072            | [ * 16 ] |
| 2019年（令和元年） | 4,151            | 2,051            |          |
| 2020年（令和02年） | 2,556            | 1,284            |          |
| 2021年（令和03年） |                  | 1,356            |          |
| 2022年（令和04年） |                  | 1,802            |          |

## 駅周辺
駅南西を国場川が沿い、対岸には奥武山公園がある。当駅からは歩行者・自転車用の「北明治橋」で奥武山公園に短絡しているため、那覇まつりなどの催事中は混雑する。
- 沖縄県営奥武山公園
  - 那覇市営奥武山野球場（沖縄セルラースタジアム那覇）
  - 奥武山公園陸上競技場
  - 沖縄県立武道館
  - 沖縄県護国神社
  - 沖宮（琉球八社）
- 漫湖公園（古波蔵側）
  - 鏡原側は奥武山公園駅が最寄りとなる。
- 那覇中央郵便局
- 沖縄国際ユースホステル
- 沖縄ハーバービューホテル
- 国際電子ビジネス専門学校
- 国道329号（那覇東バイパス）
- マックスバリュ壺川店
- ドン・キホーテ那覇壺川店
- サンエー V21じょうがく食品館
- メルキュールホテル沖縄那覇
- 東急ステイ沖縄那覇

## バス路線
壺川バス停・西壺川バス停
- 6番・那覇おもろまち線　（那覇バス）
- 11番・安岡宇栄原線　（那覇バス）
- 12番・国場線　（那覇バス）
- 17番・石嶺（開南）線　（那覇バス）
- 18番・首里駅線　（沖縄バス）
- 89番・糸満（高良）線　（琉球バス交通・沖縄バス）
- 101番・平和台安謝線　（那覇バス）
- 113番・具志川空港線　（琉球バス交通）
- 123番・石川空港線　（琉球バス交通）
- 127番・屋慶名（高速）線　（沖縄バス）
- 200番・糸満おもろまち線　（沖縄バス）
- 446番・那覇糸満線　（那覇バス）

## その他
- 駅進入時の車内チャイムは、沖縄民謡「唐船ドーイ」を編曲したものが流れる[13]。
- ホームからは隣の奥武山公園駅を目視する事も可能。
- 改札付近での沖縄方言による案内放送では「ちぶがー」と発音される。

## 隣の駅
沖縄都市モノレール
■沖縄都市モノレール線（ゆいレール）
奥武山公園駅 (4) - 壺川駅 (5) - 旭橋駅 (6)

### 記事本文

### 利用状況
1. ↑  沖縄県統計年鑑 - 沖縄県
2. ↑  那覇市統計書 - 那覇市

那覇市統計書
1. ↑  第44回那覇市統計書（平成16年版） (PDF)  - 167ページ
2. ↑  第45回那覇市統計書（平成17年版） (PDF)  - 167ページ
3. ↑  第46回那覇市統計書（平成18年版） (PDF)  - 169ページ
4. ↑  第47回那覇市統計書（平成19年版） (PDF)  - 169ページ
5. ↑  第48回那覇市統計書（平成20年版） (PDF)  - 169ページ
6. ↑  第49回那覇市統計書（平成21年版） (PDF)  - 169ページ
7. ↑  第50回那覇市統計書（平成22年版） (PDF)  - 169ページ
8. ↑  第51回那覇市統計書（平成23年版） (PDF)  - 167ページ
9. ↑  第52回那覇市統計書（平成24年版） (PDF)  - 167ページ
10. ↑  第53回那覇市統計書（平成25年版） (PDF)  - 167ページ
11. ↑  第54回那覇市統計書（平成26年版） (PDF)  - 165ページ
12. ↑  第55回那覇市統計書（平成27年版） (PDF)  - 165ページ
13. ↑  第56回那覇市統計書（平成28年版） (PDF)  - 165ページ
14. ↑  第57回那覇市統計書（平成29年版） (PDF)  - 165ページ
15. ↑  第58回那覇市統計書（平成30年版） (PDF)  - 165ページ
16. ↑  第59回那覇市統計書（令和元年版） (PDF)  - 165ページ